# ミゲル・アルミロン
ミゲル・アルミロン（Miguel Almirón，1994年2月10日 - ）は、パラグアイ・アスンシオン出身のサッカー選手。MLS・アトランタ・ユナイテッドFC所属。パラグアイ代表。ポジションはミッドフィルダー。

## 経歴

### クラブ
14歳の時に、クラブ・ナシオナルの入団試験を受験した。その後、セロ・ポルテーニョと契約した。2013年3月13日、デポルティボ・カピアタ戦でトップチームデビューした。2013年4月19日、ルビオ・ニュー戦で初得点を記録した。2013年のクラウスーラ（後期リーグ）ではクラブは無敗で優勝したが、アルミロンの出場機会は多くなかった。
2015年8月、アルゼンチンのCAラヌースに移籍した。移籍初年度は、ギジェルモ・バロスケロット監督のもとで出場機会は多くなかったが、2016年シーズンはホルヘ・アルミロン監督のもとで攻撃的ミッドフィルダーとしてプレーし、クラブの優勝に貢献した。CAバンフィエルドとのダービーやサン・ロレンソとの決勝で重要なゴールを決めた。
2016年12月5日、メジャーリーグサッカーに新規参入するアトランタ・ユナイテッドFCに移籍した。特別指定選手として加入し、移籍金は800万ドル。アルミロンは新規参入のチームで重要な存在となり、チームメイトのジェフ・ラレンタウィックツから「HeartBeat（心臓部）」と言われた。3月12日、同じく新規参入したミネソタ・ユナイテッドFC戦で初得点を記録し、チームは6-1で勝利した。5月20日、ヒューストン・ダイナモ戦でクラブ史上2度目のハットトリックを記録し、2週間後のニューヨーク・シティFC戦で2得点を記録した。8月2日のレアル・マドリードとのMLSオールスターゲームに出場した。2017年シーズンには、リーグの週間優秀チームに7度選出され、週間最優秀選手に2度選ばれた。
2019年1月31日、プレミアリーグ、ニューカッスル・ユナイテッドFCと5年半契約を結んだ。ラファエル・ベニテスの下で10試合に出場したが、同シーズン限りでベニテスが退任。アルミロンもレアル・マドリードから関心が寄せられていたが残留した。
2021-22シーズンは11月にエディ・ハウが監督に就任後、リーグ終盤戦までは出場機会を大きく減らした。
2022-23シーズンは一転して得点関与数が増え、23節のAFCボーンマス戦で早くもリーグ戦2桁得点を達成するなどブレイクを果たした。

### 代表
U-20パラグアイ代表として2013年に南米ユース選手権に出場した。さらに、2013年FIFA U-20ワールドカップにも出場した。2015年9月にA代表デビューし、コパ・アメリカ・センテナリオ、2018 FIFAワールドカップ予選に出場した。

## 個人成績
2023-24シーズン終了時点 
| クラブ                       | シーズン     | リーグ                   | リーグ | リーグ | 国内カップ | 国内カップ | リーグカップ | リーグカップ | 国際大会 | 国際大会 | 合計 | 合計 |
| クラブ                       | シーズン     | ディビジョン             | 出場   | 得点   | 出場       | 得点       | 出場         | 得点         | 出場     | 得点     | 出場 | 得点 |
| ---------------------------- | ------------ | ------------------------ | ------ | ------ | ---------- | ---------- | ------------ | ------------ | -------- | -------- | ---- | ---- |
| セロ・ポルテーニョ           | 2013         | リーガ・パラグアージャ   | 6      | 1      | 0          | 0          | 0            | 0            | 0        | 0        | 6    | 1    |
| セロ・ポルテーニョ           | 2014         | リーガ・パラグアージャ   | 14     | 0      | 0          | 0          | 0            | 0            | 1        | 0        | 15   | 0    |
| セロ・ポルテーニョ           | 2015         | リーガ・パラグアージャ   | 19     | 5      | 0          | 0          | 0            | 0            | 1        | 0        | 20   | 5    |
| セロ・ポルテーニョ           | クラブ通算   | クラブ通算               | 39     | 6      | 0          | 0          | 0            | 0            | 2        | 0        | 41   | 6    |
| CAラヌース                   | 2015         | プリメーラ・ディビシオン | 10     | 0      | 1          | 0          | 0            | 0            | 3        | 1        | 13   | 1    |
| CAラヌース                   | 2016         | プリメーラ・ディビシオン | 13     | 3      | 2          | 0          | 0            | 0            | 2        | 0        | 17   | 3    |
| CAラヌース                   | 2016–17      | プリメーラ・ディビシオン | 12     | 0      | 2          | 0          | 0            | 0            | 0        | 0        | 14   | 0    |
| CAラヌース                   | クラブ通算   | クラブ通算               | 35     | 3      | 5          | 0          | 0            | 0            | 5        | 1        | 44   | 4    |
| アトランタ・ユナイテッド     | 2017         | MLS                      | 31     | 9      | 1          | 0          | 1            | 1            | 0        | 0        | 33   | 9    |
| アトランタ・ユナイテッド     | 2018         | MLS                      | 32     | 12     | 1          | 0          | 5            | 1            | -        | -        | 38   | 13   |
| アトランタ・ユナイテッド     | クラブ通算   | クラブ通算               | 62     | 21     | 2          | 0          | 6            | 1            | -        | -        | 70   | 22   |
| ニューカッスル・ユナイテッド | 2018-19      | プレミアリーグ           | 10     | 0      | 0          | 0          | 0            | 0            | -        | -        | 10   | 0    |
| ニューカッスル・ユナイテッド | 2019-20      | プレミアリーグ           | 36     | 4      | 6          | 4          | 0            | 0            | -        | -        | 42   | 8    |
| ニューカッスル・ユナイテッド | 2020-21      | プレミアリーグ           | 34     | 4      | 1          | 0          | 4            | 1            | -        | -        | 39   | 5    |
| ニューカッスル・ユナイテッド | 2021-22      | プレミアリーグ           | 30     | 1      | 1          | 0          | 1            | 0            | -        | -        | 32   | 1    |
| ニューカッスル・ユナイテッド | 2022-23      | プレミアリーグ           | 34     | 11     | 1          | 0          | 6            | 0            | -        | -        | 41   | 11   |
| ニューカッスル・ユナイテッド | 2023-24      | プレミアリーグ           | 33     | 3      | 3          | 0          | 3            | 1            | 6        | 1        | 45   | 5    |
| ニューカッスル・ユナイテッド | クラブ通算   | クラブ通算               | 177    | 23     | 12         | 4          | 14           | 2            | 6        | 1        | 209  | 30   |
| キャリア通算                 | キャリア通算 | キャリア通算             | 313    | 53     | 19         | 4          | 20           | 3            | 13       | 2        | 363  | 62   |

## タイトル

### 個人
- MLSオールスターチーム : 2017
- MLSベストイレブン : 2017